# Близнюк, Станислав Григорьевич
Станисла́в Григо́рьевич Близню́к (18 ноября 1934 — 14 октября 2008) — заслуженный лётчик-испытатель СССР, Герой Советского Союза (1990).

## Биография
Станислав Близнюк родился 18 ноября 1934 года в Ленинграде. В детстве и юности проживал в городе Люблино (ныне — в черте Москвы). В 1953 году был призван на службу в Советскую Армию. В 1957 году Близнюк окончил военное авиационное училище лётчиков в Ейске, после чего остался в нём лётчиком-инструктором. В 1960 году был уволен в запас.
После увольнения в запас работал лётчиком-инструктором Вяземского лётного центра ДОСААФ и дежурным механиком в аэропорту «Внуково». В 1961 году Близнюк окончил Высшую лётную школу Гражданского воздушного флота в Ульяновске, до 1963 года работал пилотом. В 1965 году он окончил школу лётчиков-испытателей.
В 1965—2000 годах был лётчиком-испытателем (с 1987 года — старшим лётчиком-испытателем) конструкторского бюро Ильюшина. Участвовал в испытаниях пассажирских самолётов Ил-62М, Ил-86, Ил-96-300 и Ил-96МО, транспортного самолёта Ил-96Т, штурмовика Ил-102, противолодочного самолёта Ил-38, транспортных Ил-76К и Ил-76Т, воздушного командного пункта Ил-80 и ряда других. В 1975 году Близнюк в качестве второго пилота установил 21-й по счёту мировой авиационный рекорд скорости на самолёте «Ил-76».
Указом Президиума Верховного Совета СССР от 5 февраля 1990 года за «мужество и героизм, проявленные при испытании новой авиационной техники» лётчик-испытатель Станислав Близнюк был удостоен высокого звания Героя Советского Союза с вручением ордена Ленина и медали «Золотая Звезда» за номером 11602.
Проживал в Москве, работал заместителем начальника лётно-доводочного комплекса КБ Ильюшина, начальником лётно-испытательной станции. Скончался 14 октября 2008 года, похоронен на Хованском кладбище.
Был также награждён орденами Трудового Красного Знамени, Красной Звезды, «За личное мужество», а также рядом медалей. Заслуженный лётчик-испытатель СССР, лауреат Государственной премии России за 2000 год.

## Память

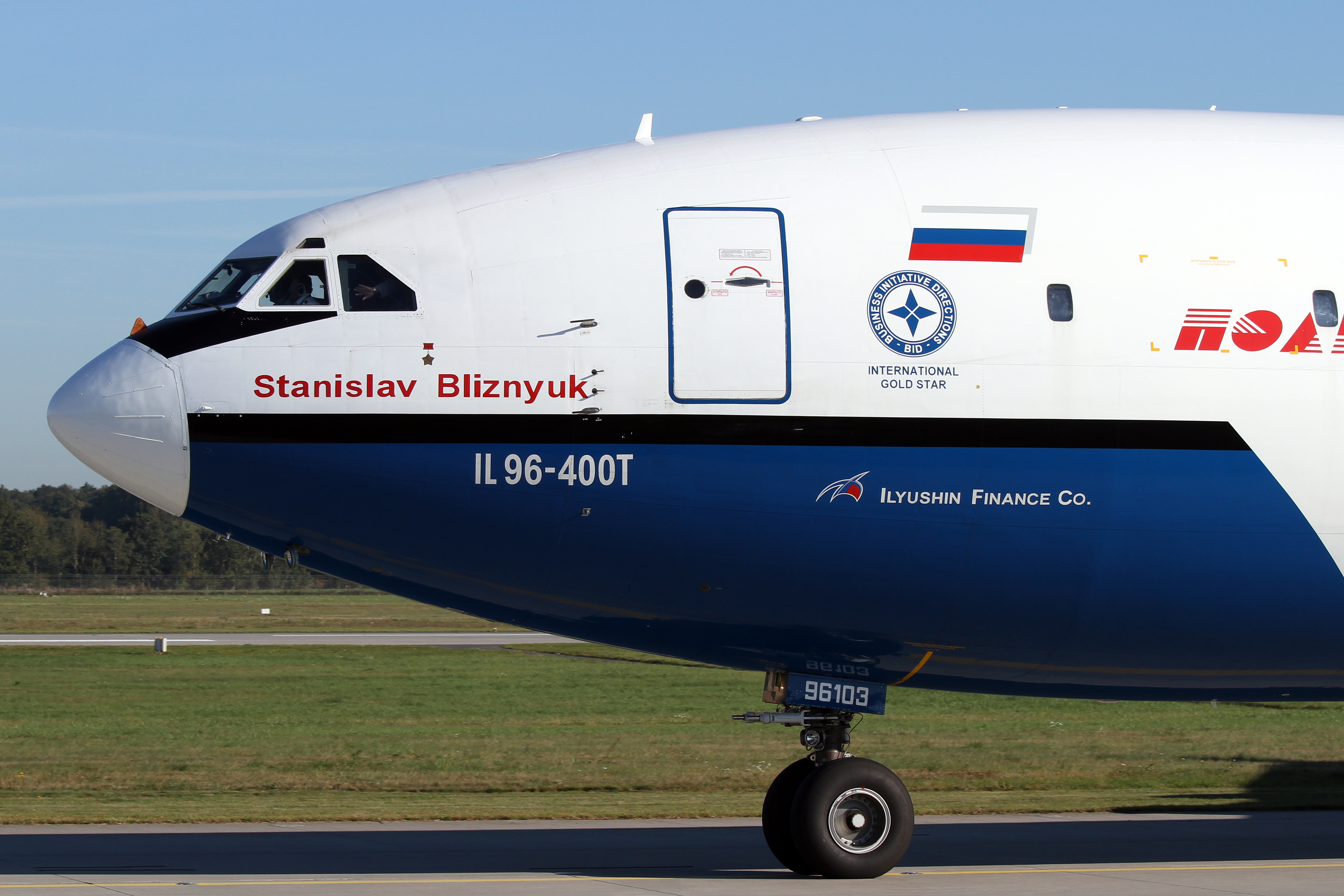
Ил-96-400Т RA-96103 «Станислав Близнюк»

Имя С. Г. Близнюка носит Ил-96-400Т RA-96103 компании «Полет».